# 167P/CINEOS
167P/CINEOS, komet Hironove vrste